# Куной
Куной (фар. Kunoy) — один из островов Фарерского архипелага. Расположен между островами Кальсой и Борой, с последним соединён дамбой. Административно относится к коммуне Куной региона Норойар.

## Население

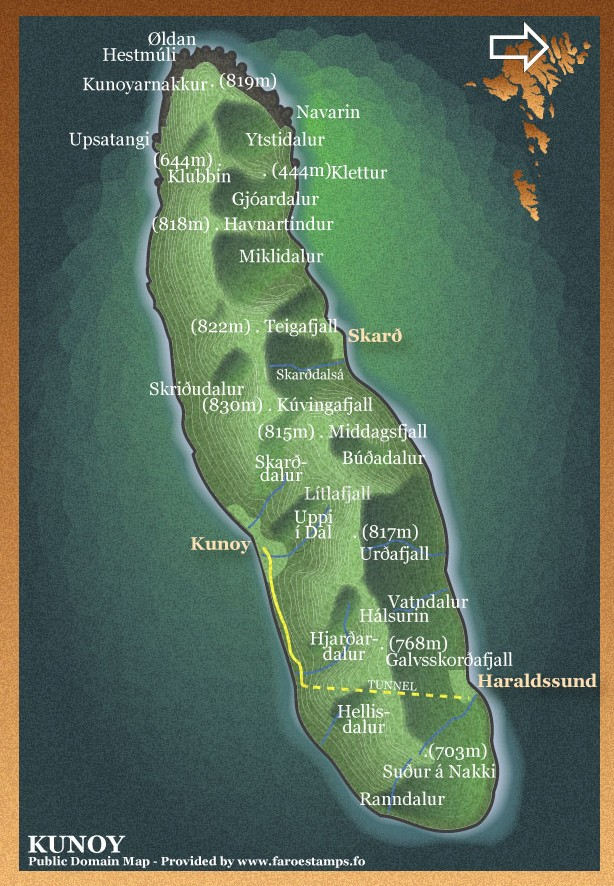
Карта острова Куной

Постоянное население проживает в двух посёлках (Куной и Хеаральдссунд) и на сентябрь 2021 года составляло 148 человек. В 1988 году между посёлками появилась автомобильная дорога в виде прорубленного в горе тоннеля.
К северу от Хеаральдссунда ранее находилось поселение Скард, которое было заброшено в 1919 году, после того, как все трудоспособные мужчины поселения утонули в результате несчастного случая.

## Фауна
Северное побережье острова признано ключевой орнитологической территорией и является важным местом гнездования морских птиц, особенно качурок и чистиков. Серые крысы, живущие на острове, наносят вред колониям морских птиц.

## Известные уроженцы
- Симун ав Скарди — фарерский поэт, политик и педагог. Написал слова к гимну Фарерских островов.